# 亞拉哈 (佛羅里達州)
亞拉哈（英語：Yalaha）是位於美國佛羅里達州萊克縣的一個人口普查指定地區。

## 地理
亞拉哈的座標為28°44′39″N 81°49′07″W / 28.74417°N 81.81861°W，而該地最高點為海拔高度23米（即75英尺）。

## 人口
根據2010年美國人口普查的數據，亞拉哈的面積為38.6平方千米，當中陸地面積為16.20平方千米，而水域面積為22.40平方千米。當地共有人口1175人，而人口密度為每平方千米30人。